# Joseph-François Malgaigne
Joseph-François Malgaigne (Charmes, 14 febbraio 1806 – Saint-Gratien, 17 ottobre 1865) è stato un chirurgo francese.

## Biografia
Studiò medicina a Parigi e in seguito fu chirurgo degli ospedali parigini, compresi gli Hôpital Saint-Louis, Charité e Beaujon. All'Hôpital Saint-Louis fu un collega di Auguste Nélaton (1807-1873). Malgaigne fu il suocero del chirurgo Léon Clément Le Fort (1829-1893). Nel 1846 divenne membro dell'Académie de Médecine.
Malgaigne è noto per il suo lavoro sulle fratture e dislocazioni ossee, specializzato in chirurgia ortopedica per il ginocchio, anca e spalla. Nel 1834 pubblicò Manuel de medecine operatoire, un influente lavoro sulle tecniche chirurgiche. Questo libro fu successivamente tradotto in diverse lingue. Nel 1843 Malgaigne, insieme a Germanicus Mirault progettò una procedura di trasposizione del lembo per chiudere le labbra schisi.
Come sostenitore dell'analisi statistica in medicina, fu ricordato per aver condotto indagini ospedaliere statistiche a Parigi. Come storico, fu uno studioso delle opere di Ippocrate e editore degli scritti di Ambroise Paré. Nel 1841 fu il fondatore della rivista chirurgica Journal de chirurgie.

## Opere
- Manuel de medecine operatoire; 1834
- Œuvres complètes d’Ambroise Paré, revues et collationnées sur toutes les éditions antérieurs, Paris, Baillière, 1840-1841, 3 volumi in-8, edizione illustrata da un frontespizio, un ritratto e 217 figure nel testo di Antoine Chazal (1793-1854).
- Traité des fractures et des luxations; 1847.
- Traité d'anatomie chirurgicale et de chirurgie expérimentale; 1859